# Брандт, Роман Фёдорович
Роман Фёдорович Брандт (нем. Robert Ernst Martin Brandt; 1853—1920) — российский славист, заслуженный профессор Московского университета (1911), член-корреспондент Императорской Санкт-Петербургской академии наук (1902); младший сын академика Ф. Ф. Брандта.

## Биография
Родился в Санкт-Петербурге 4 (16) декабря 1853 года; был младшим сыном выходца из Пруссии, известного зоолога, академика Ф. Ф. Брандта.
Учился в 4-й Ларинской гимназии, которую окончил в 1870 году. Желая заниматься классической филологией поступил в Санкт-Петербургский историко-филологический институт, но через год, приняв решение специализироваться в славянской филологии, перешёл в Санкт-Петербургский университет, где и окончил курс в 1875 году. За выпускное сочинение «Историко-литературный анализ поэмы И. Гундулича „Осман“» был награждён золотой медалью.
Был оставлен на два года при университете для приготовления к профессорскому званию; первый год занимался под руководством И. И. Срезневского и В. И. Ламанского, на второй год отправился за границу (Лейпцигский и Пражский университеты). По возвращении, 1 августа 1877 года был определён исполняющим должность экстраординарного профессора Нежинского историко-филологического института по кафедре славянской филологии.
Летом 1879 года вторично ездил за границу, посетил Загреб, Белград, Хорватское приморье. В январе 1881 года успешно защитил в Петербургском университете диссертацию «Начертание славянской акцентологии» на звание магистра и 19 октября 1881 года был утверждён экстраординарным профессором, а 2 сентября 1882 года — ординарным профессором Нежинского института с чином статского советника; 15 мая 1883 года награждён орденом Св. Станислава 2-й степени. Одновременно, в 1883—1886 годах, был учёным секретарём института. В мае 1886 года защитил в Петербургском университете докторскую диссертацию «Грамматические заметки».
В 1886 году переведён на должность экстраординарного профессора по кафедре славянской филологии Императорского Московского университета, которую занимал до конца своей жизни, в течение 35 лет . В 1889 году вторично был утверждён ординарным профессором и с апреля этого года исполнял обязанности декана историко-филологического факультета.
С 1 января 1900 года — действительный статский советник. В 1905 году, по истечении 30-летнего срока службы по ведомству народного просвещения, Брандт был выведен за штат Московского университета, продолжая читать лекции и вести практические занятия. В 1911 году Брандту было присвоено звание заслуженного профессора Московского университета.
Неоднократно писал критические статьи в специальных изданиях, в частности в журнале А. А. Хованского «Филологические записки» и варшавском издании «Русский филологический вестник». Неоднократно публиковался под литературным псевдонимом «Орест Головнин»: «Басни переводные, подражательные и оригинальные» (1899), «Басни (свои перепевы и переводы)» (1910) и др.
Роман Фёдорович Брандт скончался 2 марта 1920 года в Москве.

## Общественно-научная деятельность
С марта 1904 года — член Комиссии по вопросу о русском правописании, под председательством президента ИАН.
Председатель Русского библиографического общества при Московском университете (1910—1920).
Почётный член Русского библиографического общества (1913).

### Редактирование
- Сравнительная морфология славянских языков / Соч. Франца Миклошича; Пер. Николай Шляков; Под ред. Романа Брандта. — Москва, 1884—1887.